# Кастєєв Абилхан
Абилха́н Кастєєв (каз. Әбілхан Қастєев. ; 1 [14] січня 1905 [14], аул Чижин, Семиріченська область, Російська імперія (нині Алматинська область, Казахстан) — 2 листопада 1973, Алма-Ата, Казахська РСР) — казахський живописець і аквареліст, народний художник Казахської РСР, основоположник казахського образотворчого мистецтва.

## Біографія
Народився в аулі Чижин біля Джаркента (нині Алматинська область). Походить з племені суан Старшого жуза.
З 1929 по 1931 рік навчався у мистецькій студії Миколи Гавриловича Хлудова, котрий жив тоді у Казахстані.
З 1934 по 1937 роки продовжував навчання у Москві, в мистецькій студії ім. Н. Крупської.
Голова Спілки художників Казахстану (1954—1956).
Був депутатом Верховної Ради Казахської РСР 4—6-го скликань.
Помер 2 листопада 1973 року, похований у Алмати.

## Найбільш відомі роботи
«Колгоспна молочна ферма», «Доїння кобилиць», «Прибирання бавовни», «Колгоспний той», «Примусовий вивіз нареченої», «Куплена наречена», «Золоте зерно», «Аксайський кар'єр», «Високогірна ковзанка Медео», «Турксиб», «Долина Таласа», «Капчагайський степ».
А також портрети: Амангельди Іманова Кенесари Касимова, Абая, Чокана Валіханова, Жамбила. Кращим і реалістичним портретом вважав — «Портрет матері».
Багато праць Абилхана Кастєєва можна побачити у Державному музеї мистецтв Республіки Казахстан в Алмати.

## Сім'я
- Дружина — Сакиш Кастєєва (народ.1916 — померла у листопаді 2000 р.), одружились у 1930 році.[4][5]
- Подружжя виховало 6 синів і 3 дочки, 11 онуків[6]
- Другий син Нуртай помер від хвороби серця у 16 років.
- П'ятий син Нурбек помер під час строкової служби в армії у 20 років
- Старший онук Жан має п'ятьох синів.
- Правнучка — Айсаним Кастєєва (народ.1994), дизайнер, акторка.[7]

## Нагороди й вшанування
- орден Жовтневої Революції
- 2 ордена Трудового Червоного Правпора (у тому числі 03.01.1959)
- орден «Знак Пошани»
- медалі
- Заслужений діяч мистецтв СРСР (1942)
- Народний художник Казахської ССР (1944)
- Державна премія Казахської РСР імені Чокана Валіханова (1967) за серію акварелей «На землі Казахстана».

## Память

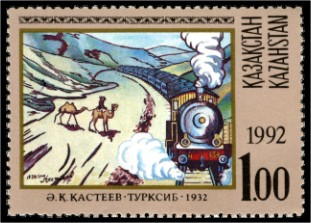
Картина А. Кастеєва «Турксиб» (1932) на поштовій марці Казахстана 1992 г.

- Ім'ям Кастєєва названий Державний музей мистецтв Республіки Казахстан, один з найбільших мистецьких музеїв країни (у ньому зберігається понад 23 000 експонатів), а також вулиці у декількох городах Казахстану.[4]
- Також його ім'ям названо Мистецький коледж у місті Шимкент (Казахстан), у 2009 році перед коледжем був відкритий пам'ятник художнику.
- У 2004 році було випущено поштову марку Казахстану, присвячену Кастєєву.
- У 2004 році, до 100-літнього ювілею А.Кастєєва, Національним банком Республіки Казахстан було випущено в обіг пам'ятна монета номіналом 50 тенге.
- У 2014 році в Алмати відкрито Будинок-музей Кастєєва.